# The Originals (4.ª temporada)
A quarta  temporada da série de televisão The Originals foi renovada oficialmente pela The CW em 11 de março de 2016
pelo presidente do canal. A quarta temporada The Originals teve sua estreia movida para 17 de março de 2017, com um número de episódios reduzido comparado às outras temporadas da série.
Assim como a quinta temporada, o quarto ano de The Originals não foi lançado em DVD no Brasil, embora que sua dublagem estivesse pronta, sendo lançada em mercado nacional apenas no dia 19 de junho de 2020 através da plataforma de streaming Globoplay.

## Produção
A série foi renovada para uma nova temporada em março de 2016, pelo canal The CW. A quarta temporada foi adiada para estrear apenas em 2017, na mid-season norte-americana.
É a primeira temporada da série que não contém Leah Pipes e Danielle Campbell no elenco regular. Charles Michael Davis e Daniel Gillies estreiam como diretores na temporada.

## Elenco

### Regular
- Joseph Morgan como Niklaus "Klaus" Mikaelson / The Hollow
- Daniel Gillies como Elijah Mikaelson / The Hollow
- Phoebe Tonkin como Hayley Marshall-Kenner
- Charles Michael Davis como Marcellus "Marcel" Gerard / Joshua "Josh" Rosza
- Yusuf Gatewood como Vincent Griffith
- Riley Voelkel como Freya Mikaelson

### Recorrente
- Summer Fontana como Hope Mikaelson / The Hollow
- Taylor Cole como Sofya Voronova / The Hollow
- Nathaniel Buzolic como Kol Mikaelson
- Christina Moses como Keelin
- Steven Krueger como Joshua "Josh" Rosza
- Blu Hunt como The Hollow / Inadu
- Karan Kendrick como Maxine

### Convidado
- Sebastian Roché como Mikael (flashback / alucinação)
- Aiden Flowers como Niklaus "Klaus" Mikaelson (Jovem) (flashback)
- Maisie Richardson-Sellers como Eva Sinclair (flashback)
- Debra Mooney como Mary Dumas
- Nathan Parsons como Jackson "Jack" Kenner (alucinação)
- Jason Dohring como Will Kinney
- Alkoya Brunson como Adam Folsom
- Darri Ingolfsson como Dominic
- Neil Jackson como Alistair Duquesne
- Keahu Kahuanui como Eddie
- Madelyn Cline como Jessica
- Najah Jackson como Amy
- Kathryn Kelly como Mãe de Hayley
- Christopher Robert como Pai de Hayley
- Alan Heckner como Richard Xavier Dumas
- Karen Kaia Livers como Agnes (arquivo de imagem)
- Eka Darville como Diego (arquivo de imagem)
- Casper Zafer como Finn Mikaelson (arquivo de imagem)
- McCarrie McCausland como Marcel (Jovem) (arquivo de imagem)
- Blake / Charlie como como Hope Mikaelson (arquivo de imagem)
- Michael Trevino como Tyler Lockwood (imagem)

### Participação Especial
- Claire Holt como Rebekah Mikaelson
- Leah Pipes como Camille "Cami" O'Connell (alucinação)
- Matt Davis como Alaric Saltzman
- Danielle Campbell como Davina Claire

## Episódios
| Episódio # | Título original (Título no Brasil)                                            | Dirigido por          | Escrito por                             | Estreia original    | Audiência nos EUA (em milhões) |
| --- | ----------------------------------------------------------------------------- | --------------------- | --------------------------------------- | ------------------- | ------------------------------ |
| 1 | "Gather Up The Killers (Reúna Os Assassinos)"                                 | Lance Anderson        | Michael Russo & Michael Narducci        | 17 de março de 2017 | 0.99                           |
| No quinto aniversário da derrota de Klaus, Marcel é o rei da cidade e dá boas-vindas aos não-gerados novos vampiros em Nova Orleans, querendo apenas ter a certeza da ameaça que eles representam para seu governo, levando-o a buscar por um conselho de uma fonte improvável. Enquanto isso, quando Hayley se aproxima da cura que permitirá reviver Elijah e o irmãos Mikaelson do feitiço do sono, ela enfrenta uma tarefa final que a forçará a tomar uma decisão cruel. |                                                                               |                       |                                         |                     |                                |
| 2 | "No Quarter (Sem Clemência)"                                                  | Bethany Rooney        | Talicia Raggs & Michelle Paradise       | 24 de março de 2017 | 0.99                           |
| Depois de serem curados e acordados, os irmãos Mikaelson se juntam a Hayley em um esforço para resgatar Klaus do cativeiro – ainda que eles tenham que enfrentar Marcel no processo. Enquanto isso, os demônios de Klaus se materializam de maneiras inesperadas, a medida que sofre os efeitos da lâmina Tunde, e Vincent investiga uma assombração que provará ser muito mais sinistra do que ele poderia ter imaginado. |                                                                               |                       |                                         |                     |                                |
| 3 | "Haunter Of Ruins (Frequentador De Ruínas)"                                   | Jeffrey Hunt          | Carina Adly MacKenzie & Declan de Barra | 31 de março de 2017 | 0.93                           |
| Depois de cinco longos anos separados, Klaus tenta se reconectar com sua filha, Hope. Mesmo com o vículo do pai e da filha, o resto da família continua turbulenta. Elijah media um conflito entre Hayley e Freya para determinar a melhor maneira de proteger a família. Enquanto isso, em Nova Orleans, Vincent conta a Marcel segredos terríveis sobre sua ex-esposa, Eva Sinclair, enquanto eles começam sua busca por uma misteriosa bruxa que planeja sacrificar um grupo de crianças inocentes - incluindo Hope Mikaelson. |                                                                               |                       |                                         |                     |                                |
| 4 | "Keepers Of The House (Guardiões Da Casa)"                                    | Joseph Morgan         | Beau DeMayo & Christopher Hollier       | 7 de abril de 2017  | 1.08                           |
| Desesperada para salvar sua filha, Hayley volta-se para Marcel para ajudar a descobrir informações sobre a força misteriosa que está de olho sobre as crianças de Nova Orleans. Enquanto Klaus permanece escondido com Hope, Elijah e um Vincent relutante se juntam à caça, o que os coloca em um curso de colisão perigoso com uma nova ameaça improvável. Por fim, Freya e Keelin devem deixar de lado suas diferenças ao embarcarem em uma jornada que pode alterar a dinâmica de poder em Nova Orleans para sempre. |                                                                               |                       |                                         |                     |                                |
| 5 | "I Hear You Knocking (Eu Ouço Você Batendo)"                                  | Chris Grismer         | Kyle Arrington                          | 14 de abril de 2017 | 0.87                           |
| Depois de ser marcado pela magia negro do "The Hollow", Klaus e Marcel experimentam os sintomas de uma assombração malévola, forçando os dois adversários à um curso violento de colisão. Enquanto isso, Hayley e Elijah saem para falar com Mary depois que Hayley descobre uma misteriosa ligação entre a magia negra e sua antiga matilha de lobos. Por fim, enquanto Freya exausta arrisca sua própria vida para curar a infecção de Klaus, uma Keelin culpada deve decidir se deve honrar seu juramento hipocrático e ajudar Freya, ou fugir dos Mikaelson para sempre.                                                                              |                                                                               |                       |                                         |                     |                                |
| 6 | "Bag Of Cobras (Saco De Cobras)"                                              | Jesse Warn            | Michael Russo & Michelle Paradise       | 28 de abril de 2017 | 0.96                           |
| Ao descobrir que o "The Hollow" empregou um servo misterioso para fazer sua oferta, Klaus e Elijah tornam-se anfitriões de uma festa elaborada a fim de atrair a nova ameaça e descobrir sua identidade. Sentindo um senso de responsabilidade pelo ressurgimento do "The Hollow", Vincent usa sua magia para ajudar os Mikaelsons a erradicar esta última ameaça. Enquanto isso, depois de descobrir informações sobre quem pode estar por trás da morte de seus pais, Hayley se volta para Freya para ajudar a desbloquear suas memórias daquele dia fatídico.                                                                                          |                                                                               |                       |                                         |                     |                                |
| 7 | "High Water And A Devil's Daughter (Que Venha A Chuva E A Filha do Diabo)"    | Charles Michael Davis | Celeste Vasquez & Carina Adly Mackenzie | 5 de maio de 2017   | 0.93                           |
| Ao descobrir que o último servo do The Hollow está solto, Freya coloca um feitiço de proteção no Complexo, forçando Klaus, Hayley e Hope a permanecer dentro dele. Enquanto isso, Elijah leva o assunto em suas próprias mãos quando Vincent está relutante em realizar um ritual perigoso e necessário para fortalecer sua defesa contra The Hollow. Finalmente, enquanto Freya desencadeia um plano arriscado que a confronta com sua mais recente ameaça, uma reviravolta inesperada deixa sua vida por um fio. |                                                                               |                       |                                         |                     |                                |
| 8 | "Voodoo In My Blood (Vodu Em Meu Sangue)"                                     | John Hyams            | Talicia Raggs & Christopher Hollier     | 12 de maio de 2017  | 0.85                           |
| Depois de serem convocados pelos ancestrais, Hayley e Klaus viajam para o mundo ancestral e se encontram cara a cara com Davina, ex-inimiga de Klaus e a única pessoa que sabe os segredos para acabar com The Hollow. Enquanto isso, velhas feridas são reabertas quando Elijah e Marcel são forçados a uma aliança difícil. Juntos, eles se encontram com Alaric, que tem rastreado um artefato crucial que poderia ajudar na sua luta contra The Hollow. |                                                                               |                       |                                         |                     |                                |
| 9 | "Queen Death (Morte Rainha)"                                                  | Nicole Rubio          | Beau DeMayo                             | 19 de maio de 2017  | 0.84                           |
| Quando The Hollow envia uma terrível mensagem para Vincent, ele deve se unir a Hayley e Freya para embarcar em uma missão desesperada para parar The Hollow de uma vez por todas - mesmo que isso requeira um sacrifício doloroso. Recusando-se a permitir que qualquer um de sua família pague um preço alto ao derrotar seu inimigo, Klaus faz uma aliança surpreendente e promulga um plano que ameaça mudar a família Mikaelson para sempre. |                                                                               |                       |                                         |                     |                                |
| 10 | "Phantomesque (Fantasmagórica)"                                               | Daniel Gillies        | K.C. Perry & Kyle Arrington             | 2 de junho de 2017  | 1.03                           |
| Depois dos devastadores acontecimentos do episódio anterior, Klaus pede que seus irmãos Rebekah e Kol voltem para casa e assim defender sua família contra a Hollow. Enquanto isso, Freya recruta Hayley em uma viagem perigosa que colocará suas vidas em risco - mas pode ser o único meio de salvar alguém que eles amam. Em outros lugares, as tensões aumentam quando Marcel lidera uma caçada atrás de Hollow - colocando-o em um curso de colisão com a pessoa que ele estava menos preparado para enfrentar. Finalmente, enquanto Kol continua a lamentar a perda de Davina, ele é forçado a considerar os votos de que ele iria vê-la novamente. |                                                                               |                       |                                         |                     |                                |
| 11 | "A Spirit Here That Won't Be Broken (Um Espírito Aqui Que Não Será Quebrado)" | Hanelle Culpepper     | Carina Adly MacKenzie & Michael Russo   | 9 de junho de 2017  | 0.89                           |
| Quando é descoberto que a Hollow está usando um totem mágico para canalizar seu poder, Freya recruta Rebekah e Klaus para ajudarem a localizá-la e destruí-la. Em outros lugares, um ultimato de Hollow põe Kol em desacordo com seus próprios irmãos, enquanto uma inesperada desavença força Marcel e Rebekah à confrontar as tensões crescentes entre eles. Por fim, o plano de Hollow para Hayley a obriga lutar pela própria vida. |                                                                               |                       |                                         |                     |                                |
| 12 | "Voodoo Child (Criança Vodu)"                                                 | Michael Grossman      | Michelle Paradise & Christopher Hollier | 16 de junho de 2017 | 1.01                           |
| Quando Hollow tem como alvo a Mikaelson mais vulnerável, Klaus é forçado à aliar-se com Vincent, que acredita que pode usar a própria magia negra de Hollow para derrotar a inimiga para sempre. Enquanto isso, como Marcel preocupa-se com o plano de Vincent dar errado, o Rei de Nova Orleans toma uma decisão mortal em um plano B por conta própria. Em outros lugares, depois de tornar-se vítima das manipulações de Hollow, Hayley luta para descobrir o futuro de Hope em Nova Orleans, enquanto Freya confronta seus piores medos. |                                                                               |                       |                                         |                     |                                |
| 13 | "The Feast Of All Sinners (O Festim De Todos Os Pecadores)"                   | Bethany Rooney        | Michael Narducci                        | 23 de junho de 2017 | 0.80                           |
| Os Mikaelsons se encontram sem opções à medida que enfrentam a entidade totalmente poderosa e imortal, conhecida como The Hollow. Com a vida de Hope em jogo, Vincent propõe um plano final, desesperado - que forçará Klaus, Elijah, Hayley, Rebekah e Freya para fazer o maior sacrifício que sua família já suportou. |                                                                               |                       |                                         |                     |                                |